# Boris Hristov
Boris Kirilov Hristov (18. svibnja 1914. – 28. srpnja 1993.) bio je bugarski operni pjevač. Smatran je za jednoga od najboljih bas glasova u 20. stoljeću.
Još kao mali dječak počeo je pjevati u zboru u Hramu sv. Aleksandra Nevskog u Sofiji. 
Godine 1930. završio je studije prava i počeo baviti advokaturom. U slobodno vrijeme nastavio je pjevati. Zahvaljujući pomoći Vlade, odlazi u Italiju 1942. godine, usavršavati se u pjevanju kod poznatog talijanskog baritona Riccarda Stracciarija. 
Imao je nekoliko uspješnih izvedbi pred publikom u Austriji 1944. i 1945. godine. Vratio se u Italiju u prosincu 1945. godine, a već sljedeće godine imao je svoj prvi operni nastup s operom La bohème u gradu Reggio Calabria. Poslije toga je redao nastupe u Milanskoj skali, venecijanskoj i rimskoj opernoj kući kao i u Kraljevskoj operi u Londonu. 1950. godine pozvan je pjevati u Metropolitan Operi međutim tadašnja vlast nije dozvolila ulaz za državljane zemalja Istočnog bloka. Kada su ove sankcije popustile, ipak je nastupio u SAD-u 1956. godine u San Franciscu. Godine 1964. napravio je pauzu, zbog operacije tumora na mozgu. Ipak se vratio sljedeće godine na scenu s nešto sporijim tempom i energijom. 1967. godine dobio je dozvolu, otići nazad za Bugarsku, zbog pokopa njegove majke. To mu je bio prvi povratak poslije 1945. godine. Njegov posljednji nastup bio je u Rimu na Bugarskoj akademiji 22. lipnja 1986. godine.
Boris je imao mračan i dubok glas. Iako nije imao snažan glas, nije imao problema s nastupanjem u velikim dvoranama. Njegove najpoznatije uloge su: car Boris u operi Boris Godunov, Filip II. u operi Don Carlos, Mefistofeles u Faustu, car Ivan u operi Dama Pskova i druge. Snimio je na albumima svojih 8 opera i nekoliko nastupa uživo.